# WEBA 5
Die Tenderlokomotive WEBA 5 wurde von der deutschen Lokomotivfabrik Jung für die Westerwaldbahn gebaut. Sie wurde 1927 in Dienst gestellt und war die erste Heißdampflokomotive der Gesellschaft. Sie war bis 1955 bei der Westerwaldbahn und wurde danach bei den Rheinisch-Westfälischen Kalkwerken bis 1963 eingesetzt. Sie wurde 1964 verschrottet.

## Geschichte
Die Lokomotive mit der Achsfolge D1’ wurde 1927 gebaut und an die Westerwaldbahn geliefert. Sie trug den Namen Landrat Dr. Boden nach Wilhelm Boden, dem damaligen Landrat des Landkreises Altenkirchen und späteren ersten Ministerpräsidenten von Rheinland-Pfalz, der den Ausbau der Westerwaldbahn gefördert hatte. Bei ihrer Inbetriebnahme wurde ein Messingschild mit dem Namen an der Rauchkammer angebracht. Zu Zeiten des Nationalsozialismus wurde das Schild entfernt. Nach dem Abmontieren wurde die Lok weiterhin Dr. Boden genannt.
Die Lok war sehr leistungsfähig. Zum Ende des Zweiten Weltkrieges wurde sie durch Fliegerbeschuss schwer beschädigt und bei Jung aufwändig repariert. 1955 erhielt sie ihre letzte Hauptuntersuchung. Mit dem Einsatz der V 26.1–4 bei der Westerwaldbahn wurde die Lok überflüssig. Daher wurde sie mit gültigen Fristen 1957 an die Rheinisch-Westfälische Kalkwerke AG verkauft und trug hier die Nummer 87. Bis 1963 führte die Lokomotive hier Rangierarbeiten durch und wurde 1964 ausgemustert sowie verschrottet.

## Technik
Die Lokomotive hatte eine Verkleidung der Rauchkammer und einen frei stehenden seitlichen Wasserkasten. Die hintere Laufachse war weit unter das Führerhaus gerückt, dadurch konnte der Kessel länger und leistungsfähiger ausgeführt werden. Der Innenrahmen bestand aus zwei 10.030 mm langen Rahmenwangen mit einer Stärke von 25 mm. Die gesamte Rahmenkonstruktion war als Wasserkasten ausgeführt.
Der genietete Kessel hatte einen Durchmesser von 1.500 mm. Er bestand aus zwei Schüssen, die Kesselmitte lag 2.700 mm über der Schienenoberkante, die Rohre hatten eine Länge von 4.000 mm. Er besaß einen Großröhrenüberhitzer Bauart Schmidt, dazu einen Abdampfvorwärmer Bauart Werle, der ursprünglich von zwei durch die Achsen angetriebenen Kolbenspeisepumpen gespeist wurde.
Die mittleren drei Achsen des Fahrwerkes waren fest im Rahmen gelagert, die erste Antriebsachse hatte ein Seitenspiel von ±22 mm, die Laufachse war als Adamsachse mit einem seitlichen radialen Spiel von  ±50 mm ausgeführt. Die dritte Achse war die Treibachse. Die Lok besaß ursprünglich ein Dampfläutewerk der Bauart Latowski, später erhielt sie ein Druckluftläutewerk. Der Druckluftsandstreuer sandete die ersten beiden Achsen von vorn, die Treibachse von vorn und hinten und die vierte Achse von hinten. Die Lok trug zur Bauzeit eine Gasbeleuchtung von Pintsch, später eine Elektrobeleuchtung. Die Lichtmaschine dazu war zwischen Schornstein und Läutewerk angeordnet.